# Brian Burrows
Brian Burrows (Torrance, 17 de fevereiro de 1988) é um atirador esportivo estadunidense, medalhista olímpico.

## Carreira
Burrows participou dos Jogos Olímpicos de Verão de 2020 em Tóquio, onde participou da prova de fossa olímpica em duplas mistas ao lado de Madelynn Bernau, conquistando a medalha de bronze.